# Husertal

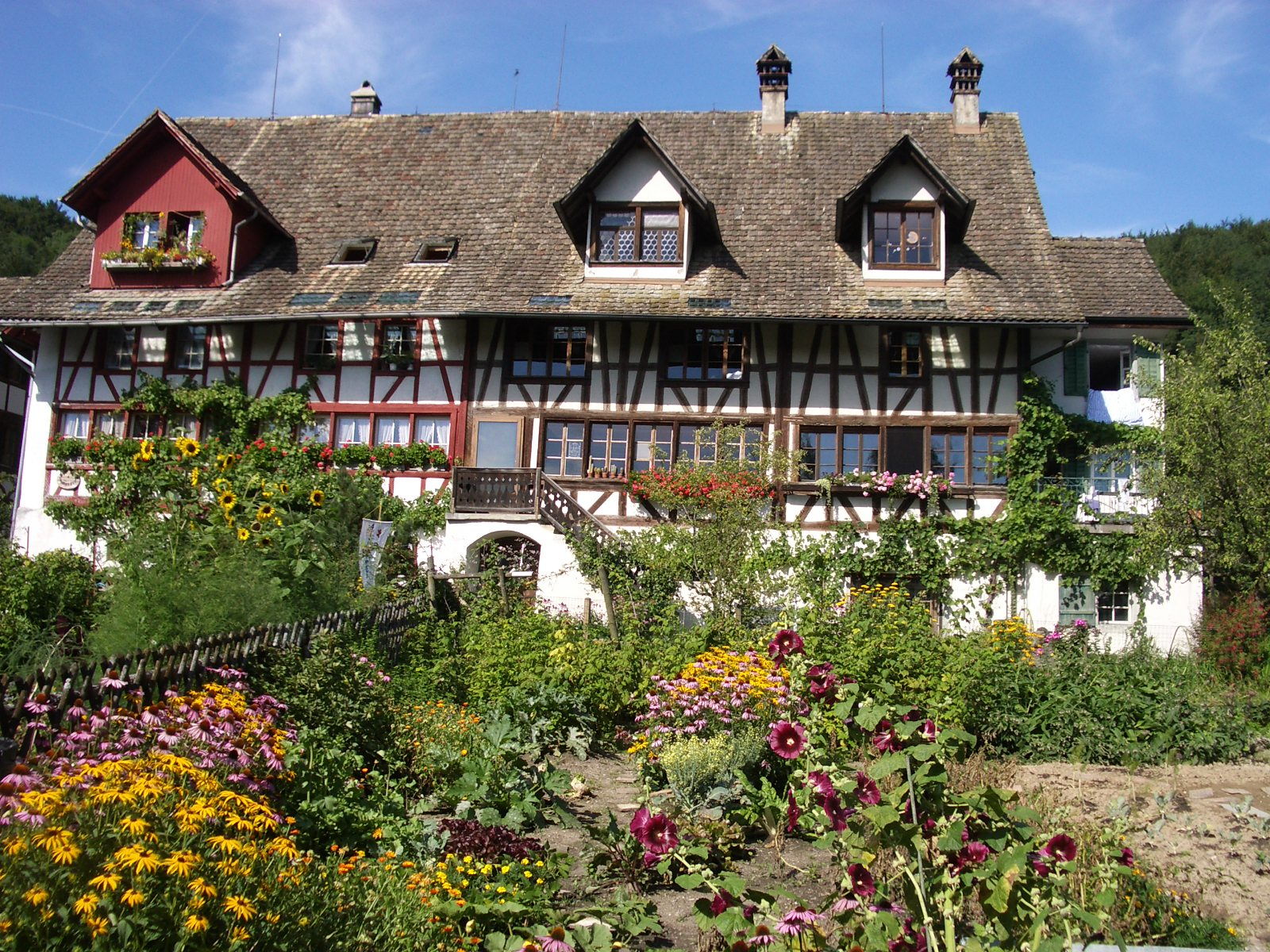
Ehemaliges Bauern-Reihenwohnhaus

Husertal ist ein Weiler der politischen Gemeinde Hausen am Albis im Bezirk Affoltern des Kantons Zürich in der Schweiz. Er hat die Siedlungsnummer 4035.
Der Weiler Husertal liegt am Südwestfuss des Albishorns östlich von Hausen am Albis, zwischen dem Weilern Oberalbis, Schweikhof und dem Dorf Ebertswil.
Im Jahre 2000 wohnten in den 14 Gebäuden 50 Einwohner. Husertal ist als Weiler ist in den Listen der schützenswerten Ortsbilder von kantonaler und nationaler Bedeutung aufgeführt.
Neun ehemalige Bauernhäuser (Reihenwohnhäuser, Speicher) stehen unter Denkmalschutz.